# Michael Schimpelsberger
Michael Schimpelsberger est un footballeur autrichien né le 12 février 1991 à Linz. Il évolue au poste de défenseur au FC Wels.

## Biographie
Michael Schimpelsberger participe au championnat d'Europe des moins de 19 ans 2010 avec la sélection autrichienne.
Il joue un match en Ligue des champions avec le FC Twente.

## Carrière
- 2010 : FC Twente ( Pays-Bas)
- 2011-201. : Rapid Vienne ( Autriche)[1]

## Palmarès
Rapid Vienne
- Coupe d'Autriche  :
  - Finaliste : 2017